# Tolišnica
Tolišnica (cirill betűkkel Толишница), település Szerbiában, a Raškai körzet Kraljevoi községében.

## Népesség
- 1948-ban 625 lakosa volt.
- 1953-ban 674 lakosa volt.
- 1961-ben 765 lakosa volt.
- 1971-ben 713 lakosa volt.
- 1981-ben 535 lakosa volt.
- 1991-ben 378 lakosa volt.
- 2002-ben 306 lakosa volt,[1] akik mindannyian szerbek.[2]